# 镰刀弧菌属
镰刀弧菌属為放线菌目放线菌科的一属革兰氏阳性菌。分离于人的阴道。此属的模式种为大镰刀弧菌(Falcivibrio grandis)。
现接受名为动弯杆菌属（Mobiluncus Spiegel & Roberts, 1984)。

## 下属物种
- 大镰刀弧菌 Falcivibrio grandis Hammann et al. 1984，异名
- 阴道镰弧菌  Falcivibrio vaginalis Hammann et al. 1984，异名